# Lirim Kastrati (futbolista nacido en febrero de 1999)
Lirim R. Kastrati (Malisevo, Kosovo y Metojia, RF Yugoslavia, 2 de febrero de 1999) es un futbolista kosovar que juega de defensa. Es internacional absoluto con la selección de Kosovo.

## Trayectoria
El 23 de julio de 2018 Kastrati firmó su primer contrato profesional con el Bologna de la Serie A por tres años. A pesar de firmar contrato con el primer equipo, él sigue jugando por las categorías menores.
El 22 de julio de 2020 fichó por el Újpest Football Club de la Nemzeti Bajnokság I. Disputó cerca de cien partidos, en los que anotó cuatro goles, y en enero de 2024 se marchó al Widzew Łódź polaco. Con este equipo participó en veinte encuentros antes de rescindir su contrato en mayo de 2025.

## Selección nacional

### Albania
Ha representado a Albania en la categoría sub-17. Debutó el 22 de octubre de 2015 por la Clasificación para el Campeonato Europeo Sub-17 de la UEFA 2016 contra Suiza sub-17.

### Kosovo
Ha representado a Kosovo en las categorías sub-21 y sub-19.
Debutó con la selección absoluta de Kosovo el 9 de octubre de 2017 contra Islandia por la clasificación para el Mundial de Fútbol FIFA 2018.

## Clubes
| Club               | País    | Año       |
| ------------------ | ------- | --------- |
| Bologna F. C. 1909 | Italia  | 2018-2020 |
| Újpest F. C.       | Hungría | 2020-2024 |
| Widzew Łódź        | Polonia | 2024-2025 |

## Estadísticas

### Selección nacional
| Selección        | Temporada     | Encuentros | Encuentros |
| Selección        | Temporada     | Part.      | Goles      |
| ---------------- | ------------- | ---------- | ---------- |
| Sub-17 · Albania | 2015-2016     | 3          | 1          |
| Sub-17 · Albania | Total         | 3          | 1          |
| Sub-19 Kosovo    | 2018-         | 1          | 0          |
| Sub-19 Kosovo    | Total         | 1          | 0          |
| Absoluta Kosovo  | 2017          | 1          | 0          |
| Absoluta Kosovo  | 2018          | 1          | 0          |
| Absoluta Kosovo  | Total         | 2          | 0          |
| Total carrera    | Total carrera | 6          | 1          |

## Palmarés

### Títulos nacionales
| Título          | Club         | País    | Año  |
| --------------- | ------------ | ------- | ---- |
| Copa de Hungría | Újpest F. C. | Hungría | 2021 |